# 斯洛比德卡 (伊林齊區)
49°8′15″N 29°7′15″E / 49.13750°N 29.12083°E
斯洛比德卡（烏克蘭語：Слобідка），是烏克蘭西南部的村莊，隸屬文尼察州的文尼察區。該村始建於1947年，面積1.42平方公里，海拔高度218米，2001年人口262，人口密度每平方公里184.51人。